# Шива
Ши́ва (санскр. शिव, IAST: śiva, «благой», «милостивый») — одно из главных божеств индуизма.
Шива известен как Разрушитель в индуистской триаде богов (Тримурти), в которую также входят Брахма и Вишну.
В шиваитской традиции Шива считается Верховным Божеством, которое создаёт, защищает и преобразует вселенную. Шива является одним из пяти равнозначных божеств в Панчаятана-пудже индуистской традиции смартизма.
Образ Шивы несёт в себе разные черты. С одной стороны, он иногда изображается как всеведущий йог, живущий аскетом на горе Кайласа, а также как домохозяин с супругой Парвати и двумя детьми, Ганешей и Карттикеей. С другой, он часто выступает в роли истребителя демонов. Шива также известен как первый йогин и считается покровителем йоги, медитации и искусств. Его символические атрибуты включают короля змей Васуки на шее, полумесяц, священную реку Гангу, текущую из его спутанных волос, третий глаз на лбу (глаз, обращающий всё перед собой в пепел при открытии), трезубец (тришулу) и барабанчик (дамару). Нередко Шиву почитают в форме лингама.
Основная мантра Шивы это Ом намах Шивая, которая переводится (толкуется) так: весь этот мир, живой и неживой, принадлежит не мне, существует не для меня, а для Шивы. Впервые в Ведах встречается в гимне «Яджур-веды» «Шатарудрия» или «Гимне ста Рудрам».
Шива (Сива) отображён в буддийской Типитаке, где он является одним из второстепенных небесных дэвапутт. Рудра (пали — Исана, санскр. — Ишана) является одним из четырёх властителей мира Таватимсы, наряду с буддийскими Индрой (пали — Саккой), Варуной и Паджапати. Сравнительная мифология отождествляет Шиву с Дионисом.
Шива имеет доведические корни и возник как объединение различных древних неведических и ведических божеств, включая бога бури Ригведы Рудру, который, возможно, тоже имел неведийское происхождение. Шива является паниндуистским божеством и почитается в Индии, Непале, Бангладеш, Шри-Ланке и Индонезии (особенно на островах Ява и Бали).

## Этимология и другие имена
Согласно санскритскому словарю Монье-Вильямса, слово «śiva» (деванагари: शिव, также транслитерируется как шива) означает «благоприятный, милостивый, добрый, благосклонный, доброжелательный, дружелюбный». В народной этимологии корни слова śiva — это śī, означающее «тот, в ком заключены все вещи, пронизывающий», и va, что означает «воплощение милости».
Слово «Шива» используется как прилагательное в Ригведе (ок. 1700—1100 гг. до н. э.) как эпитет для нескольких ригведийских богов, включая Рудру. «Шива» также обозначает «освобождение, конечное освобождение» и «благоприятный», и это прилагательное применяется к различным божествам в ведической литературе. Со временем, термин развился от ведического Рудра-Шивы до существительного Шива в эпосах и пуранах, где он стал восприниматься как благоприятное божество, которое является «творцом, воссоздателем и разрушителем».
Шарма предлагает другую этимологию, связывая слово с санскритским корнем śarv-, означающим «ранить» или «убивать», интерпретируя имя как «тот, кто может уничтожить силы тьмы».
Санскритское слово «śaiva» означает «относящийся к богу Шиве», и этот термин является санскритским названием как для одного из главных направлений индуизма, так и для последователя этой традиции. Оно также используется как прилагательное для обозначения определённых верований и практик, таких как шиваизм.
Некоторые авторы связывают имя Шива с тамильским словом «śivappu», означающим «красный», отмечая, что Шива связан с Солнцем («śivan» — «Красный», на тамильском языке) и что Рудра также называется «бабхру» (коричневый или красный) в Ригведе . Вишну-сахасранама интерпретирует Шиву несколькими способами: как «Чистый» и «Тот, кто не подвержен влиянию трёх гун Пракрити (саттвы, раджаса и тамаса)».
Шива известен многими именами, такими как Бхайрава, Боленат, Вишванатха (владыка вселенной), Махадева, Махеша, Махешвара, Натараджа, Пашупати, Шанкара, Шамбху , Рудра, Хара, Трилочана, Девендра (глава богов), Нилаканта, Субханкара и Трилокинатха (владыка трёх миров). Высочайшее почитание Шивы в шиваизме выражается в его эпитетах Махадева («Великий бог»; маха — «великий» и дева — «бог»), Махешвара («Великий владыка»; маха — «великий» и ишвара — «владыка») и Парамешвара («Верховный Владыка»).
Сахасранамы — средневековые индийские тексты, перечисляющие тысячу имён Шивы, производных от аспектов и эпитетов божества. Существует по крайней мере восемь различных версий Шива Сахасранама — гимнов (стотр), перечисляющих многие имена Шивы. Один из таких списков содержится в Книге 13 (Анушасана-парван) Махабхараты. У Шивы также есть Даша-Сахасранамы (10 000 имён), которые упоминаются в Маханьясе. Шри Рудрам Чамакам, также известный как Шатарудрия, является гимном, восхваляющим Шиву множеством имён.

## История

### Доарийский период (1500 до н. э. и ранее)

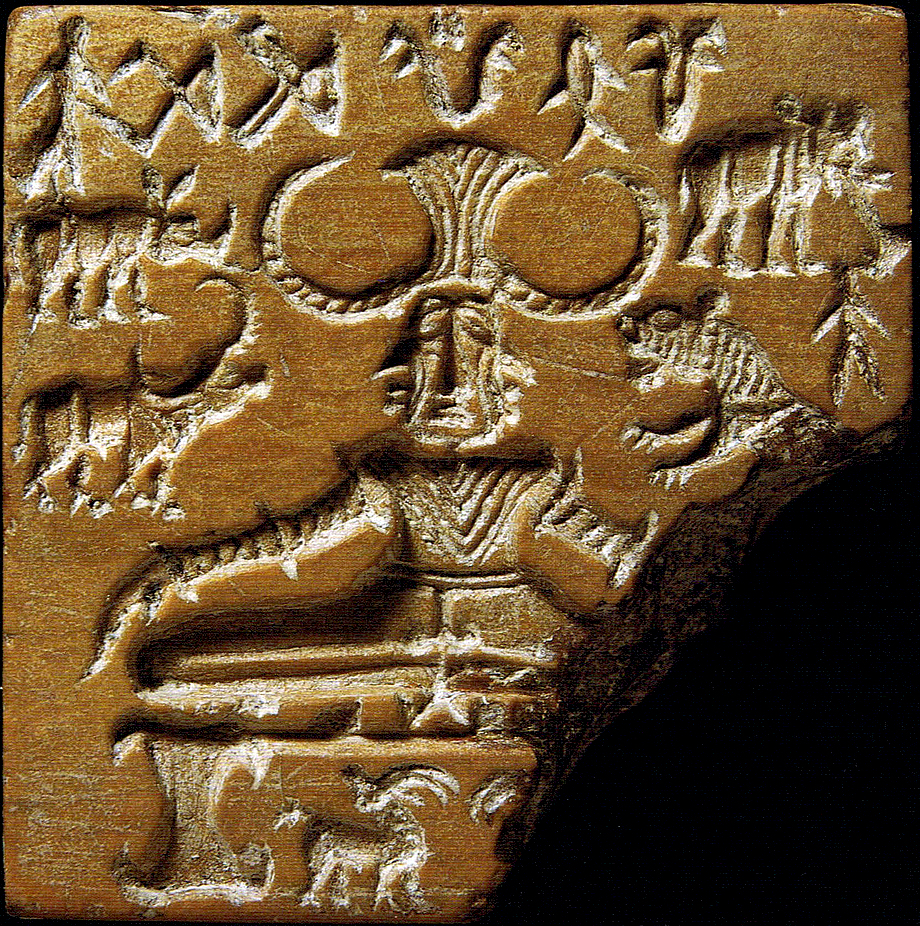
«Печать Пашупати» с фигурой сидящего Шивы, называемого Пашупати

Р. Н. Дандекар, Мирча Элиаде и ряд других учёных считают артефакты из Мохенджо-Даро, Хараппа и других археологических площадок северо-западной Индии и Пакистана свидетельствами ранней формы культа Шивы и Шакти. Эти артефакты включают лингамы и «Печать Пашупати», описанную во множестве исследований. Р. Н. Дандекар полагает, что шиваизм является древнейшей из ныне существующих религий цивилизованного мира. Аналогичного мнения придерживался индолог Н. Р. Бхатт.
Гипотеза о «протоиндийском» происхождении шиваизма не получила всеобщего признания среди учёных.
Однако установлено, что Шива имеет ещё более древние доведические корни. Учёные интерпретировали ранние доисторические рисунки в скальных убежищах Бхимбетка, которые, как полагают, датируются периодом до 10 000 г. до н. э., как танцующий Шива, трезубец Шивы и его Нанди. Наскальные рисунки из Бхимбетки, изображающие фигуру с трезубцем или тришулом, были описаны Эрвином Ноймайером как Шива-Натараджа, который датирует их мезолитом.

### Ведийский период (1500 до н. э. — 600 до н. э.)
С одной стороны в древнейшей из Вед — Ригведе поклоняющиеся лингаму упоминаются в негативном контексте: «Пусть членопоклонники не просочатся в наш обряд!», «Когда, не встречающий сопротивления, в изменённом облике он овладел Имуществом стовратного, убивая членопоклонников». С другой стороны — Ригведы обращается к Рудре около 75 раз в различных гимнах.</ref>; напрямую к нему обращено 3 (или 4) гимна:
1. I, 43. — К Рудре (и Соме)[58].
2. I, 114. — К Рудре.
3. II, 33. — К Рудре.
4. VII, 46. — К Рудре.

В «Яджурведе» к Рудре обращено уже значительное количество гимнов и впервые встречается маха-мантра «Ом намах Шивая». Значительное количество гимнов также можно найти и в «Атхарваведе».
В период становления ведийской религии, многие элементы шиваизма уходят в неофициальную среду — Шраману, которая подразумевает некую оппозицию ведийскому брахманизму, сильно ритуализированного внешне. В традиции Шраута (Пурва Миманса) божество Рудру ритуально просят удалиться и не вредить. Атрибутом в некоторых течениях шиваизма является череп убитого Брахмана (ведийского священника).

### Период упанишад (600 до н. э. — 300 н. э.)
Ведийская религия теряет свою монополию под натиском различных факторов. Неудовлетворённость людей сложной брахманской ритуальностью, кастовой изоляцией, отсутствием возможности достижения спасения человеком не брахманского происхождения, вызывает глубокие реформы индуизма. Появляются течения порвавшие с ведизмом (буддизм, адживики), но некоторые начинают утверждаться в рамках ведийской философии, в виде упанишад, — комментариев к Ведам.
По мнению учёных, «Шветашватара-упанишада» представляет собой самый древний текст, в котором была изложена философия шиваизма. Согласно Гэвину Фладу, в тексте этой упанишады представлено:
По мнению Дандекара, «Шветашватара-упанишада» является для шиваитов тем же самым, что «Бхагавадгита» для кришнаизма, хотя «Шветашватара-упанишада» древнее, и именно её идеи легли в основу, и нашли дальнейшее развитие в «Бхагавадгите».

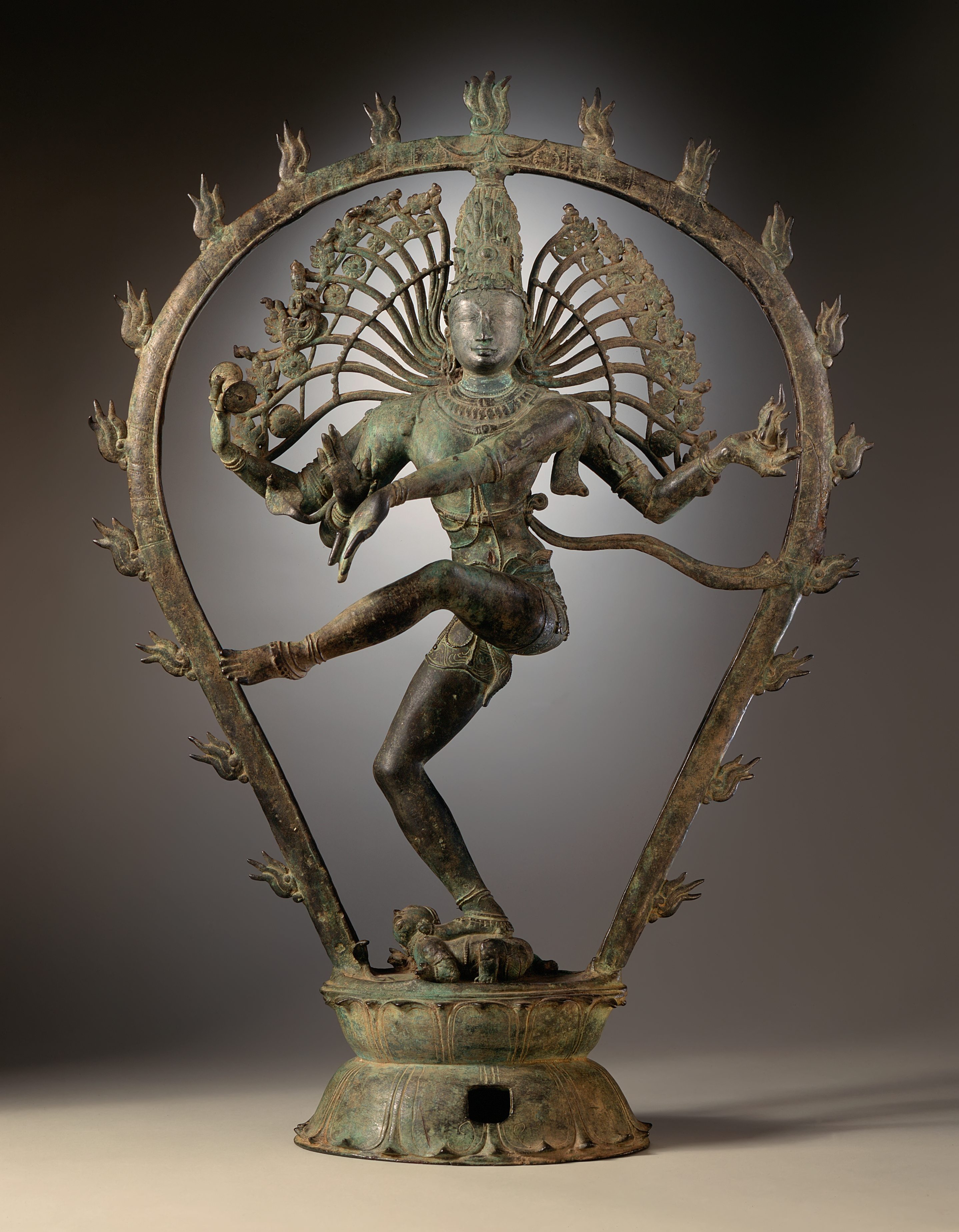
Статуэтка династии Чола, изображающая танцующего Шиву как Натараджа (Музей искусств округа Лос-Анджелес)

### Период Пуран
Во время правления Гуптов (320—500 года н. э.) развилась пураническая религия и шиваизм быстро распространился по всему индийскому субконтиненту.

## Изображение
Изображается чаще всего сидящим в позе лотоса, с кожей белого цвета, с синей шеей, со спутанными или скрученными в пучок на макушке (джата) волосами, носящим змею на шее, голове, руках и ногах (как браслеты), на поясе и переброшенную через плечо (как аналог священного шнура). Одет в тигровую или слоновью шкуру, восседает на тигровой шкуре. На лбу — третий глаз, а также трипундра из священного пепла (бхасма или вибхути), который получают из навоза коров или сожжённых трупов.
Одно из популярных изображений Шивы — Ардханари или Ардханаришвара, когда он предстаёт гермафродитом. Левая сторона представляет собой его женскую ипостась (супругу, Парвати). Правая — мужскую.

## Атрибуты

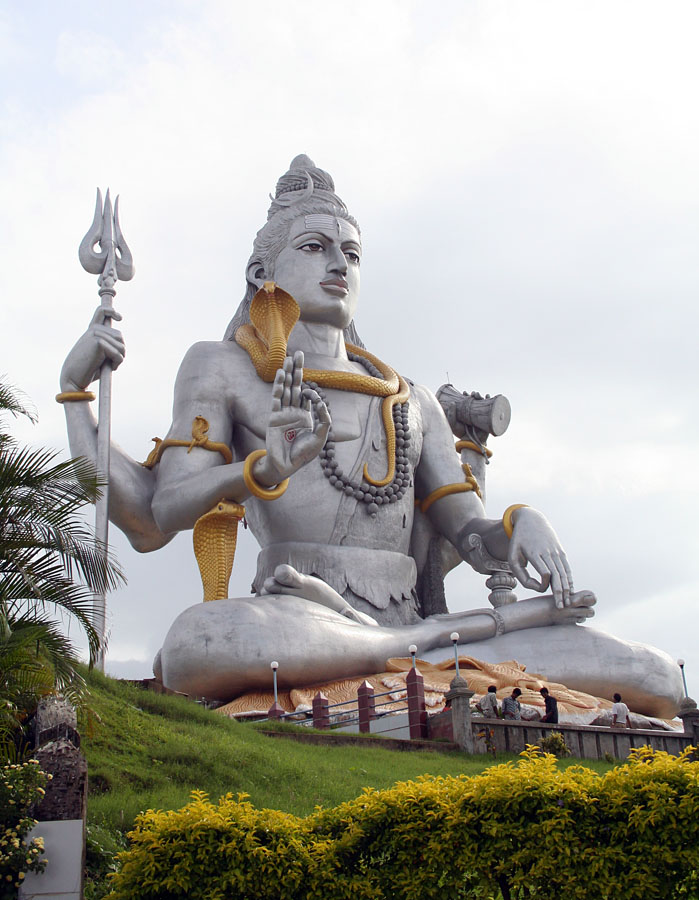
Гигантская статуя Шивы в Мурдешваре

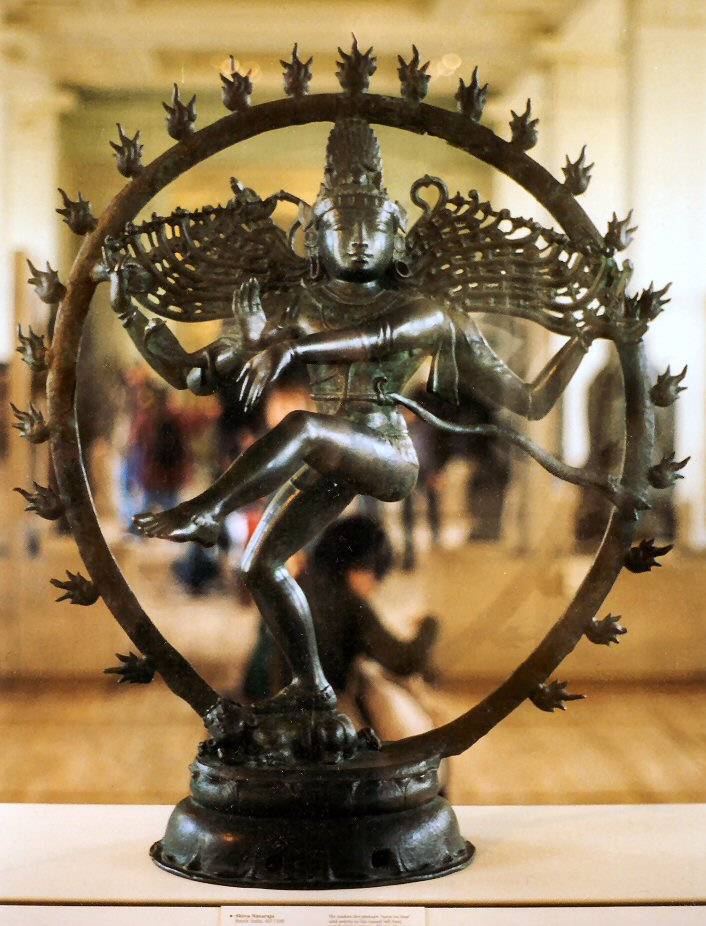
Статуэтка танцующего Шивы Натараджи

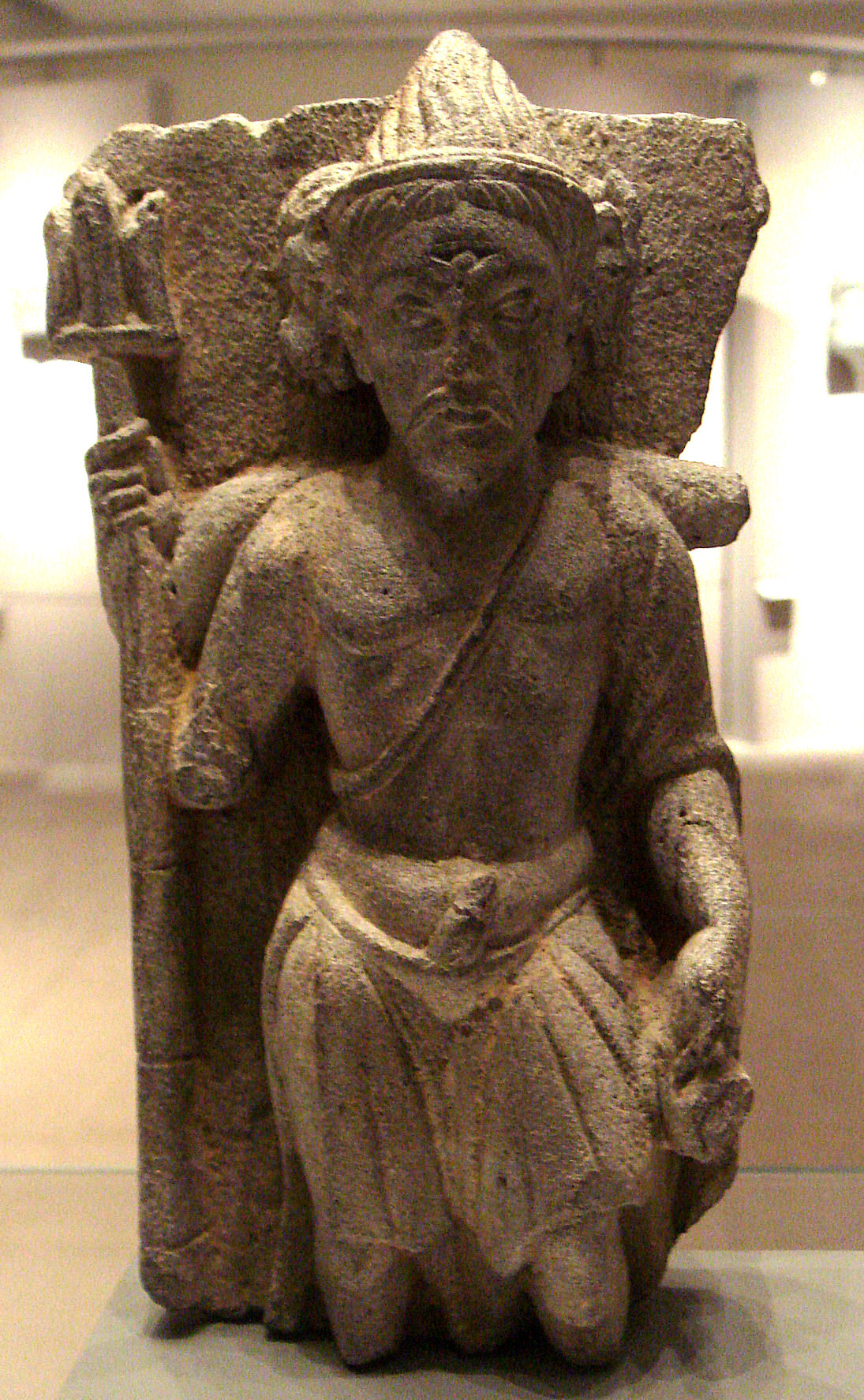
Трёхголовый Шива, Гандхара, 2-й век н. э.

Атрибуты Шивы в его различных обликах (как в благих, так и в яростных):
| Название       | Деванагари, транслитерация, перевод                | Значение, символика |
| -------------- | -------------------------------------------------- | --- |
| Агни           | санскр. अग्नि IAST: agni                             | Огонь. |
| Аджагава       | санскр. अजगव IAST: ajagava                         | Собственное имя лука Шивы. |
| Акшамала       | санскр. अक्षमाला IAST: akṣamālā, «чётки»              | Чётки из плодов дерева рудракши. |
| Анкуша         | санскр. अङ्कुश IAST: aṅkuśa, «крюк»                  | Стрекало для управления слоном. Символ того, что Шива погоняет садхака в садхане. |
| Ардхачандра    | санскр. अर्धचन्द्र IAST: ardhacandra, «полумесяц»     | Месяц в волосах Шивы. Одно из имён Шивы «Чандрашекхара» — носящий Чандру в своих волосах. Чандра в Джйотиш связан с умом, этот символ указывает на то, что Шива как совершенный йогин совершенным образом контролирует Ум. |
| Бхасма         | санскр. विभूति IAST: vibhūti, «пепел»                 | Символ отрешённости от мира. См. также Вибхути. |
| Бхиндипала     | санскр. भिन्दिपाल IAST: bhindipāla, «копьё»            | Вид короткого копья или стрелы, метаемого рукой или выстреливаемого через трубку. |
| Вибхути        | санскр. विभूति IAST: vibhūti, «пепел»                 | Символ отрешённости от мира. См. также Бхасма. |
| Вина           | санскр. वीणा IAST: vīṇā                              | Музыкальный инструмент, вид лютни. См. также Рудра-вина (англ.) |
| Гада           | санскр. गदा IAST: gadā                              | Булава-жезл |
| Ганга          | санскр. गंगा IAST: gaṅgā                             | Небесная река, грозившая разрушить своим течением Землю. Шива подставил под её поток голову и опутал её волосами, усмирив тем самым течение. |
| Дамару         | санскр. डमरु IAST: ḍamaru, «барабан»                | Маленький барабанчик, символизирующий изначальный звук вселенной. Символ изначального звука или первичной вибрации, из которой получены все другие вибрации, составляющие творение. Некоторые традиции используют его как символ Бога, велящего творению появиться. Здесь Шива пробуждает творение появиться на его барабане, религиозно символизируемом как звук «дама дама дама дама». Этот звук вечно отражается в космосе, проявляя творение. |
| Данда          | санскр. दण्ड IAST: daṇḍa, «посох», «трость»         | Посох в одной из правых рук Шивы — специальное приспособление, которое йогины используют в практике (в том числе и для смены свары). |
| Джата          | санскр. जट IAST: jaṭa                              | Тип причёски: скрученные в пучок волосы на макушке. Отсюда имя-эпитет Шивы — Джатадхара (санскр. जटाधर IAST: jaTaadhara, «носящий джату») |
| Капала         | санскр. कपाल IAST: kapāla                           | Чаша из черепа. Один из символов аскезы. |
| Капаламала     | санскр. कपालमाला IAST: kapālamālā                     | Ожерелье из черепов или костей, которые обтачиваются в виде черепов; чётки в виде черепов. Существует несколько видов: три черепа символизируют Тримурти; восемь черепов — Локапалы; пятьдесят черепов — буквы санскрита (согласные). |
| Капарда        | санскр. कपर्द IAST: kaparda                         | Тип причёски: скрученные в пучок волосы на макушке. См. также Джата. Отсюда имя-эпитет Шивы — Капардин (санскр. कपर्दिन् IAST: kapardin, «носящий капарду») |
| Каумуди        | санскр. कौमुदी IAST: kaumudī, «полумесяц»             | Сосуд с сомой, нектаром бессмертия. Символизирует контроль над умом. |
| Кришнамрига    | санскр. कृष्णमृग IAST: kṛṣṇamṛga, «чёрная антилопа»   | Антилопа или лань — символ постоянного движения человеческого ума. Шива держит её в одной из правых рук, что символизирует успокоение человеческого разума. |
| Кунда          | санскр. कुण्ड IAST: kuṇḍa, «кувшин»                  | Кувшин с водой. Символ амриты. В Вамачара-тантре — символ йони. |
| Кхадга         | санскр. खड्ग IAST: khaḍga, «меч»                    | Тип меча. Символ духовной мудрости. По своим функциям близок к анкуше. |
| Кхатванга      | санскр. खट्वाङ्ग IAST: khaṭvāṅga                      | Вид дубины с черепом на вершине. |
| Кхетака        | санскр. खेटक IAST: kheṭaka, «щит»                   | Вид щита. Символизирует ашта-аварану (санскр. अष्ट-आवरण aSTa-āvaraNa, «восемь защит») шиваизма: Гуру, Лингам, отрешённость (вайрагья, авадхута), святую воду, освящённую пищу, священный пепел, зёрна для ритуальных предметов и Панчакшара-мантру. |
| Лингам         | санскр. लिङ्ग, IAST: liṅga, «метка», «знак»          | Символ бесформенности Абсолюта и творческое начало. |
| Мудра          | санскр. मुद्रा IAST: mudrā, «печать, знак»            | Символическое и/или ритуальное расположение кисти руки (кистей рук). Чаще всего изображаются мудры бесстрашия или преподнесения даров. |
| Нага           | санскр. नाग IAST: nāga, «кобра»                     | На голове, шее, на руках и ногах, на поясе, перекинутой через плечо (вместо брахманского шнура). Символизирует контроль внутренней энергии; также символ мудрости и вечности. |
| Нандин         | санскр. नन्दिन् IAST: nandī, «счастливый»             | Белый бык, ездовое животное (вахана) Шивы. Символизирует управляемое мужество и преданность. Также он — символ истинной или чистой (белой) дхармы, которая приносит порядок обществу и вселенной. Нанди стоит на четырёх ногах: строгость, чистота тела и ума, сострадание и следование истине. |
| Парашу         | санскр. परशु IAST: paraśu, «топор»                  | Боевой топор. |
| Паригха        | санскр. परिघ IAST: parigha, «дубина»                | Дубинка с железными зубьями. |
| Паша           | санскр. पाश IAST: pāśa, «петля», «природа»          | Петля-аркан, символ власти Шивы над дживой. |
| Пустака        | санскр. पुस्तक IAST: pustaka, «книга»                | Книга или свиток. Символизирует Веды как изначальное знание или шайва-джняну. |
| Рудракша       | санскр. रूद्राक्ष IAST: rudrākṣa, «глаз (слеза) Рудры» | Семена голубого кипариса, по легенде, появившиеся из слёз Шивы (см. Рудракша-джабала-упанишада). Почитаются священными, носятся в виде малы или как отдельные бусины на шее, голове, ушах, руках, поясе. Чтобы носить рудракшу, необязательно быть вегетарианцем. |
| Слоновья шкура |                                                    | Слон символически представляет гордыню, поэтому одеяние из шкуры слона символически показывает на то, что Шива преодолел гордыню. Согласно Пуранам, шкура принадлежала убитому Шивой асуру, который притеснял богов. |
| Тигровая шкура |                                                    | Тигр символизирует похоть и тигровая шкура, носимая Шивой, указывает на его целомудрие. Была взята Шивой у животного, насланного на него мудрецами, разгневавшимися из-за того, что их жены воспылали к Шиве страстью. |
| Тришула        | санскр. त्रिशूल IAST: triśūla, «трезубец»             | Один из основных и важнейших атрибутов Шивы. Символизирует три стадии эволюции мира (создание, поддержание и разрушение), три времени (прошлое, настоящее и будущее), три гуны и т. д. |
| Трипундра      | санскр. त्रिपुण्ड्र IAST: tripuṇḍra, «три черты»        | Три линии из священного пепла (Вибхути). |
| Чиллум         | IAST: chillum                                      | Ритуальная трубка для курения чараса (высококачественного гашиша), Шива курит чиллум и медитирует, созерцая высшую истину. В тот момент, когда он выходит из своей медитации, то начинает танцевать свой всеразрушающий танец, которым он уничтожает всю материальную вселенную. |
| Шакти          | санскр. शक्ति IAST: śakti, «мощь», «сила»            | Энергия, Супруга Шивы. |
| Шанкха         | санскр. शाङ्ख IAST: zaaGkha, «раковина»              | раковина |

Шива часто изображают танцующим, что символизирует вечный танец Вселенной — тандава. Танец осуществляется над телом убитого асура Апасмары.
Свиту Шивы составляют ганы — духи и демоны.

## Биография и семья

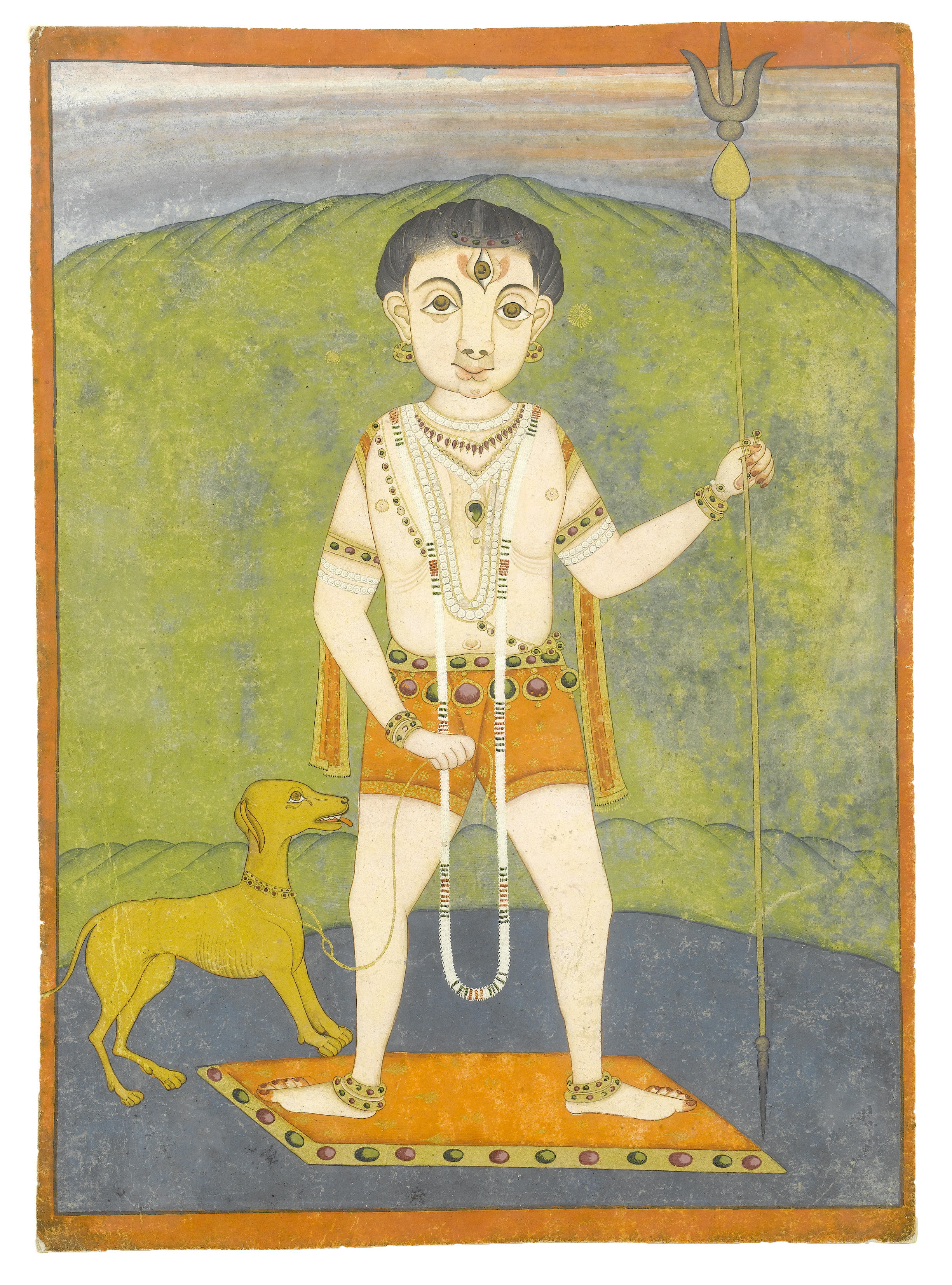
Шива в ипостаси Ватука-бхайравы — ребёнка в возрасте 5-7 лет, всегда сопровождаемого собакой

Сати (санскр. सती, также Дакшаяни) — дочь Дакши и жена Шивы, описываемая в пуранической литературе индуизма. После того, как Дакша оскорбил Шиву, отказавшись пригласить его на великое жертвоприношение (яджну), она отреклась от отца, испепелив своё тело йогическим пламенем (по другой версии мифа, взошла на жертвенный огонь яджны Дакши). Позднее родилась в семье Химавата (олицетворение гималайского горного массива) под именем Парвати (букв. «горянка», «дочь гор»). Однажды Парвати прогуливалась по горной тропе во владении отца и случайно наткнулась на место, где жил Шива. В то время об этом странствующем аскете, проводившем всё время в особых упражнениях, ходило много слухов, его считали великим мастером, обладающим безграничной силой. Увидев Шиву, она тут же испытала к нему безграничную мистическую любовь. Однако Шива медитировал, и Парвати не интересовала его. Тогда боги, желавшие, чтобы у Шивы был сын, послали к нему божественного Каму, насылающего любовную страсть, но аскет испепелил его огнём третьего глаза. Шива продолжил путь по Гималаям и Индии, а Парвати осталась на месте первой встречи с ним и погрузилась в глубокую медитацию. Так продолжалось 300 лет. Наконец великий мастер пришёл в последний раз испытать её. Шива предстал перед ней молодым брахманом принялся ругать себя. Парвати отвергла всякую клевету. Глубоко тронутый её верностью, Шива женился на Парвати. Сыновья Шивы и Парвати — бог войны Сканда и бог учёности Ганеша. Изображение всей семьи вместе называется Шива Паривар — обычно изображаются четырёхрукими, с основными атрибутами и ваханами; тройственность Шива-Парвати-Ганеша может символизировать в индийской народной вере идеальный тип божественной семьи. Также есть несколько упоминаний в упа-пуранах о дочери Шивы — Манаси.
Гангу (сестру Парвати) также иногда называют супругой Шивы.
В ведийских гимнах Амбика — сестра Рудры (Шивы), но впоследствии произошло её отождествление с Парвати, супругой Шивы.

## Функции
- в шиваизме является верховным богом — Парашива — творцом, поддержателем и разрушителем, защитником праведности, победителем демонов, подателем всех благ и управителем всего сущего, которому подчиняются все остальные боги;
- в других направлениях индуизме на первый план выходит его ипостась разрушителя Вселенной в конце мирового цикла — маха-юги, с целью создания пространства для нового творения;
- считается создателем сакрального звука («ом») и санскрита, языка культа;
- имеет ипостась целителя и избавителя от смерти (Махамритйунджайа);
- его свита — духи и демоны, которые сопровождают его по своей собственной воле.

## Ритуал
- [71]Панчабрахма-мантры — довольно широко используются в Шивапудже самых разных школ и на них постоянно ссылаются различные руководства по шиваитским ритуалам. Все они относятся к Тайттирия-араньяке (X.17-21) Кришна-яджур веды. Десятая глава Тайттирия араньяки также именуется Маханараяна упанишада — поэтому про Панчабрахма мантры говорится, что они принадлежат Маханараяна-упанишаде.
- Рудра-сукта — одна из сутр Яджур-веды. Читается во время совершения Линга-абхишеки, домашнего почитания божеств и как самостоятельный ритуально-философский текст.

## Праздники
Махашивара́три («великая ночь Шивы») — переходящий праздник, приходится на ночь перед новолунием последнего лунного цикла зимы, попадает на февраль-март. Праздник «Шиваратри» отмечается несколько раз в году, но этот считается самым главным, отчего носит приставку «маха» — великий, главный. Верующие читают «катха» — истории о Шиве, и поют гимны в его честь. После праздника, который длится сутки, начинается ярмарка на берегах рек и водоёмов. Тем кто бодрствует во время Шиваратри, в Пуранах обещано материальное процветание и место в раю, также любая медитация в эту ночь считается в 100 раз сильнее обычной, это связано с положением Солнца и Луны в это время. Символом данного праздника является лингам.

## В астрономии
В честь Шивы назван астероид (1170) Шива, открытый 29 сентября 1930 года бельгийским астрономом Эженом Дельпортом в Королевской обсерватории Бельгии

## Народные поверия
- Существует легенда, что Шива владел 330 миллионами асан[72].

## Комментарии
1. ↑  Этот источник взят из версии, представленной в книге Чидбхавананды, который ссылается на её происхождение из «Махабхараты», но не уточняет, какую из двух версий «Махабхараты» он использует. См. Chidbhavananda, 1997, p. 5.
2. ↑  Temporal range for Mesolithic in South Asia is from 12000 to 4000 years before present. The term "Mesolithic" is not a useful term for the periodization of the South Asian Stone Age, as certain tribes in the interior of the Indian subcontinent retained a mesolithic culture into the modern period, and there is no consistent usage of the term. The range 12,000–4,000 Before Present is based on the combination of the ranges given by Agrawal et al. (1978) and by Sen (1999), and overlaps with the early Neolithic at Mehrgarh. D.P. Agrawal et al., "Chronology of Indian prehistory from the Mesolithic period to the Iron Age", Journal of Human Evolution, Volume 7, Issue 1, January 1978, 37–44: "A total time bracket of c. 6,000–2,000 B.C.  will cover the dated Mesolithic sites,  e.g.  Langhnaj, Bagor, Bhimbetka, Adamgarh, Lekhahia, etc." (p. 38). S.N. Sen, Ancient Indian History and Civilization, 1999: "The Mesolithic period roughly ranges between 10,000 and 6,000 B.C."  (p. 23).